# Hippocampus trimaculatus
Hippocampus trimaculatus är en fiskart som beskrevs av Leach 1814. Hippocampus trimaculatus ingår i släktet Hippocampus och familjen kantnålsfiskar. IUCN kategoriserar arten globalt som sårbar. Inga underarter finns listade i Catalogue of Life.